# Crocidura ramona
Crocidura ramona és una espècie de mamífer de la família de les musaranyes (Soricidae). És endèmica d'Israel: desert del Nègueb.